# Вищий Орден Відродження
Орден Відродження (араб. وسام النهضة) — державна нагорода Йорданії, що вручається за виняткові військові та цивільні заслуги.

## Ступені
Орден має п'ять класів:
| Орденські планки                            |                          |                            |                         |                    |
| ------------------------------------------- | ------------------------ | -------------------------- | ----------------------- | ------------------ |
| Перший клас Велика зірка спеціального класу | Другий клас Велика зірка | Третій клас Великий офіцер | Четвертий клас Командор | П'ятий клас Офіцер |
|                                             |                          |                            |                         |                    |